# I Don't Want You to Go
I Don't Want You to Go è un brano della cantautrice statunitense Lani Hall inizialmente contenuto solamente nell'album Blush, pubblicato il 7 maggio 1980. Nel 1983, invece, fu inserito nella raccolta della cantante Collectibles... ed estratto come singolo.

## Personale
- Harvey Mason - percussioni
- Gary Ferguson - percussioni
- David Hungate - basso
- Jeremy Lubbock - tastiere, arrangiamento strumentale
- Michael Boddicker - sintetizzatori
- Gerald Vinci - direttore d'orchestra
- Jules Chaikin - manager
- Cori: David Lasley, Arnold McCuller, Marcy Levy, Tommy Funderburk, Sharon Reid, Allee Willis, Lani Hall.

## Versione di LaToya Jackson
I Don't Want You to Go è il secondo singolo estratto dall'album My Special Love della cantautrice e ballerina statunitense La Toya Jackson. Fu pubblicato nel 1981. Il lato B del vinile contiene il brano Love Song.

### Promozione
La cantante interpretò I Don't Want You to Go in anteprima durante la puntata del programma televisivo Soul Train del 10 ottobre 1981.

### Critica
Il recensore di Allmusic Justin Kantor lodò le interpretazioni vocali delle altre tracce dell'album My Special Love ma disse che in questo brano la cantante non si dimostrava all'altezza del compito.

### Tracce
Vinile 7" (Stati Uniti)
1. I Don't Want You to Go (7") – 3:58
2. Love Song (Album Version) – 4:03

## Versione di Sharon Cuneta
Il cantante filippino Sharon Cuneta ne fece una sua versione nell'album del 1981 Dear Heart e un'altra nell'album del 2006 Isn't It Romantic? con la casa discografica Sony-BMG. Il brano è tra i principali nel repertorio di Cuneta. Tra le tracce nell'album Isn't It Romantic, la canzone I Don't Want You to Go fu definita "la migliore" dal Philippine Headline News Online.

## Versione di Mark Bautista
Il cantante e modello Mark Bautista, incise una versione della canzone e la incluse nel suo album Every Now and Then del 2007. The Philippine Daily Inquirer fece una recensione intermedia dell'interpretazione di Bautista descrivendola "di servizio" e "emotivamente ridotta".

## Altre versioni
- Tanya Tucker inserì la canzone nell'album del 1983 Changes.[9]
- Kyla registrò la canzone per l'album Heartfelt del 2007 e lo pubblicò come singolo.[10]
- Martin Nievera incluse il brano nel suo album When Love Is Gone del 2007.
- Piolo Pascual ne registrò una versione per la colonna sonora del film Love Me Again del 2009.
- Regine Velasquez interpretò la canzone il 25 ottobre 2009 al programma televisivo filippino SOP.